# Passiflora capparidifolia
Passiflora capparidifolia Killip – gatunek rośliny z rodziny męczennicowatych (Passifloraceae Juss. ex Kunth in Humb.). Występuje naturalnie w Wenezueli, Gujanie, Surinamie, Brazylii (w stanach Amazonas, Pará i São Paulo) oraz Boliwii.

## Morfologia
PokrójZdrewniałe, trwałe, mniej lub bardziej owłosione liany.
LiściePodłużne lub eliptyczne, rozwarte lub prawie klinowe u podstawy, skórzaste. Mają 7–14 cm długości oraz 2–6,5 cm szerokości. Całobrzegie, z tępym wierzchołkiem. Ogonek liściowy jest nagi i ma długość 7–20 mm. Przylistki są liniowe, mają 4–8 mm długości.
KwiatyPojedyncze lub zebrane w pary. Działki kielicha są lancetowate, białawe, mają 3,5–4 cm długości. Płatki są podłużne, białe lub różowawe, mają 3–3,2 cm długości. Przykoronek ułożony jest w dwóch rzędach, mogą mieć barwę od brązowoczerwonawej aż po niebieskawą, ma 2–20 mm długości.
OwoceSą podłużnie owalnego kształtu.

## Biologia i ekologia
Występuje w lasach na wysokości do 1200 m n.p.m.